# 魏成玉
魏成玉（1971年2月—），土族，青海省互助县人，中华人民共和国政治人物。

## 生平
1971年2月，魏成玉出生在青海省互助县（今互助土族自治县）。1993年，魏成玉成为中共西宁市城中区委宣传部的一名干部，1999年加入中国共产党，2000年6月升任副部长。2001年1月，魏成玉改任城中区人民政府办公室副主任，2003年5月兼任法制办主任。2005年12月，魏成玉改任城中区经济局（商务局、安全生产监督管理局）局长、党委书记。2006年9月，魏成玉改任中共西宁市城中区委常委、统战部部长。
2008年5月，魏成玉调任城东区副区长。
2011年7月又调任中共城西区委常委、副区长。2014年8月，魏成玉出任西宁市金融工作办公室主任、党组书记。2014年12月，魏成玉调任西宁市政府副秘书长。2016年1月，魏成玉成为大通县委副书记，3月兼任县长。2021年6月，魏成玉调任海东市副市长。

### 落马
2024年5月16日，魏成玉涉嫌“严重违纪违法”接受青海省纪委监委纪律审查和监察调查。